# Bruttoprimærproduktion
Bruttoprimærproduktionen er summen af alt det organiske stof, som er dannet ved fotosyntese (og kemosyntese) på et bestemt område i løbet af et år. Der er altså ikke fraregnet planternes egne tab til løbende respiration (se nettoprimærproduktion).